# Caesia parviflora
Caesia parviflora är en grästrädsväxtart som beskrevs av Robert Brown. Caesia parviflora ingår i släktet Caesia och familjen grästrädsväxter.

## Underarter
Arten delas in i följande underarter:
- C. p. minor
- C. p. parviflora
- C. p. vittata

## Bildgalleri

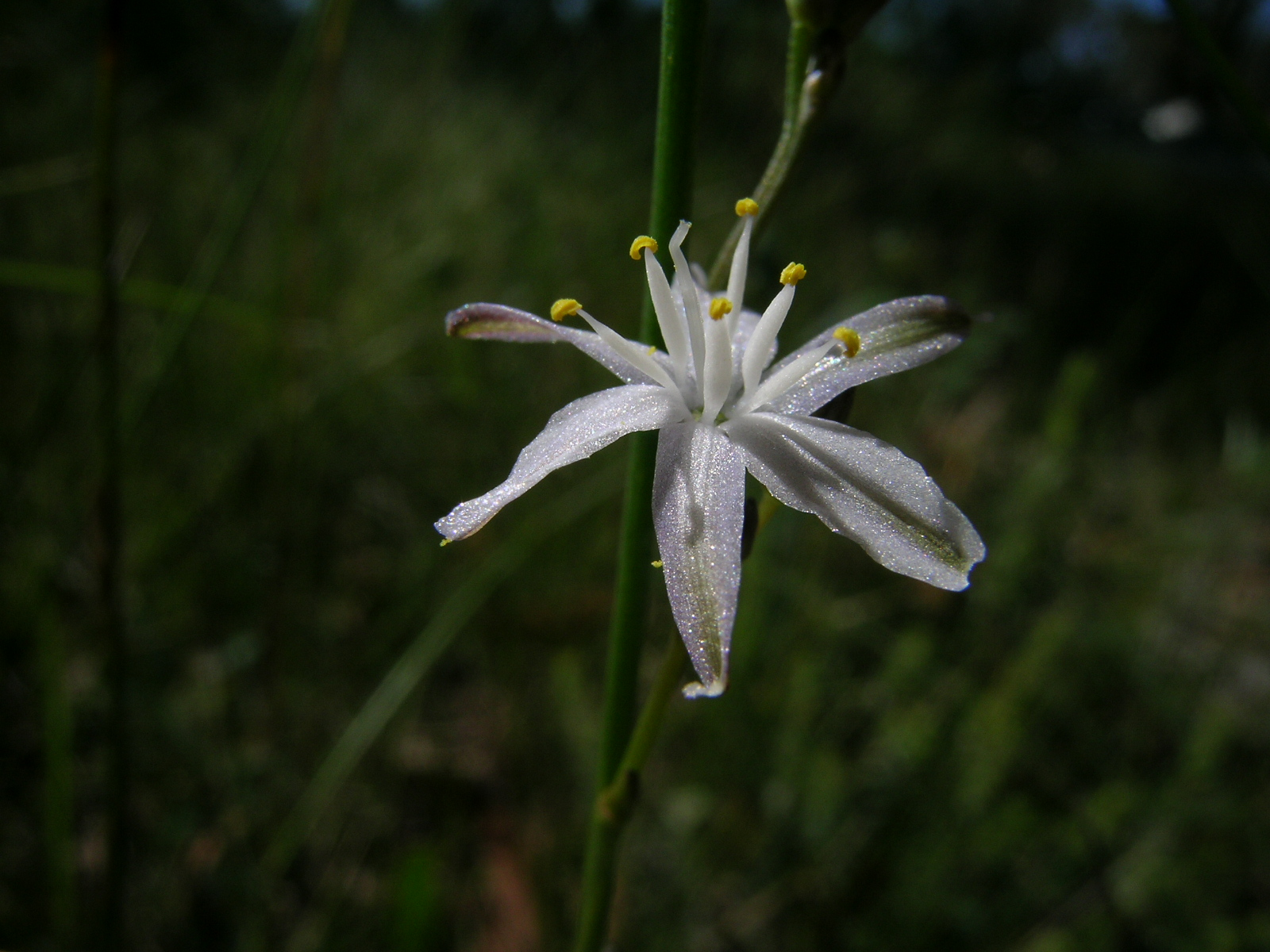
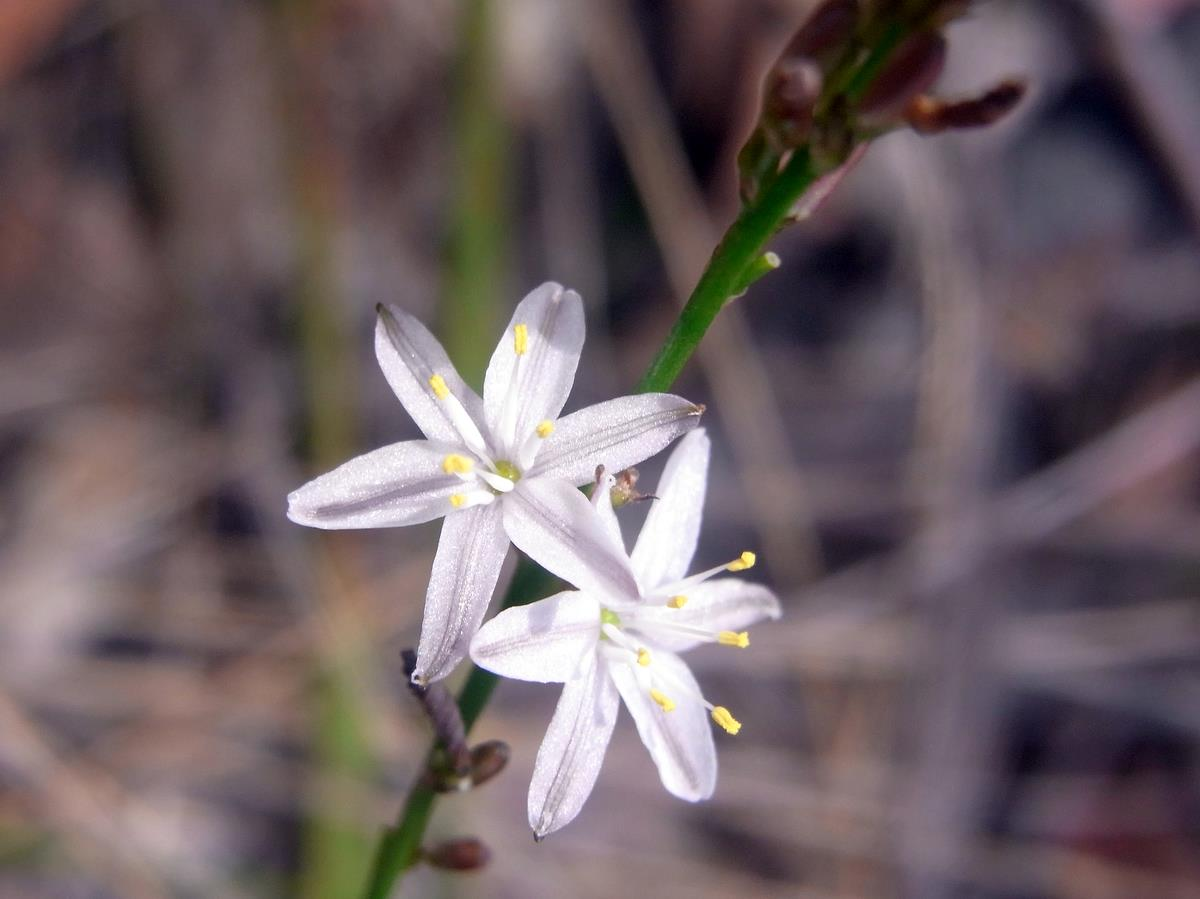